# Pseudaletis busoga
Pseudaletis busoga är en fjärilsart som beskrevs av Van Someren 1939. Pseudaletis busoga ingår i släktet Pseudaletis och familjen juvelvingar. Inga underarter finns listade i Catalogue of Life.